# Katarina Graffman
Anna Katarina Graffman, född 17 oktober 1969, är en svensk kulturantropolog, författare, debattör och programledare. 
Graffman disputerade vid Uppsala universitet 2002 med avhandlingen Kommersiell mediekultur – en etnografisk studie av TV-producenter och TV-produktion. Hon är fortfarande verksam vid samma lärosäte. Tillsammans med komikern Robin Paulsson var Graffman programledare för teveserien Prylberget i Sveriges Television 2021. Serien handlade om hur svenska folket konsumerar, vad svenskar tror är bra för miljön och vilka berättelser som döljer sig bakom vanliga vardagsprylar.
Graffman är känd för att ha myntat begreppet generation Bianca, som ett komplement till det populära begreppet generation Greta, med hänvisning till Bianca Ingrosso respektive Greta Thunberg, för att illustrera en mer komplex bild av ungdomars drivkrafter i en konsumtionskultur än att bara osjälviskt eftersträva ett bättre klimat.